# Duane Allman

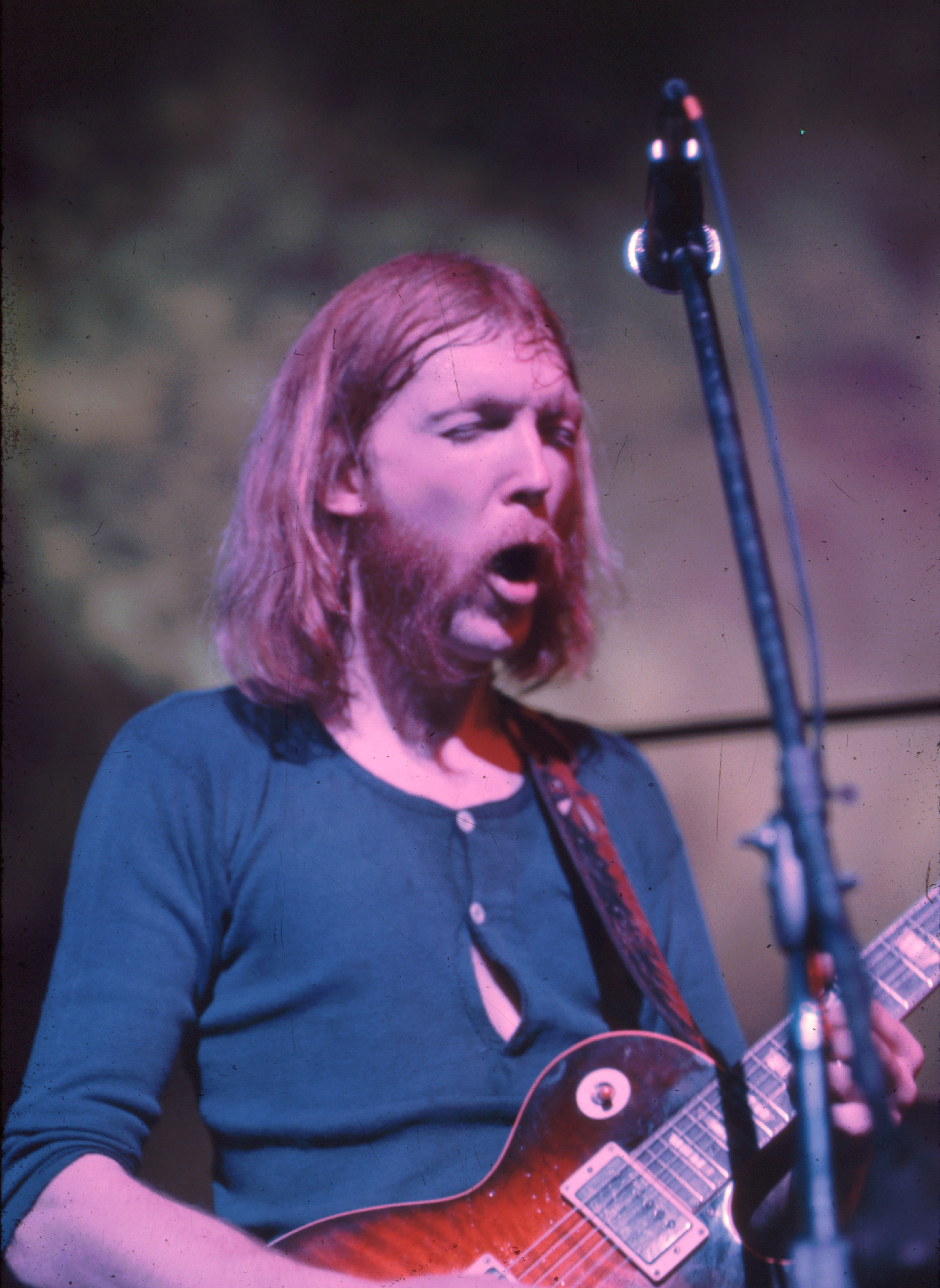
Duane Allman am 6. Juni 1971 in Fillmore East

Howard Duane Allman (* 20. November 1946 in Nashville, Tennessee; † 29. Oktober 1971 in Macon, Georgia) war ein US-amerikanischer Rock- und Blues-Gitarrist.
Er gilt als Slide-Gitarren-Legende und einer der besten Rock- und Blues-Gitarristen. Auf der Liste der sogenannten 100 Greatest Guitarists of All Time der amerikanischen Musikzeitschrift Rolling Stone findet sich Allman auf Rang 9.

## Leben
Nachdem Duane Allman im Alter von etwa 14 Jahren von seinem Bruder Gregg die ersten Gitarrengriffe gelernt hatte, spielten die Brüder zusammen in verschiedenen, vor allem psychedelischen Rhythm and Blues aufführenden Gruppen, wobei Duane seinen Bruder, was das Können auf der Gitarre anbelangt, schon bald übertraf. Dieser wechselte dann auch im Lauf der Zeit zu Orgel und Klavier über; später, bei den Allman Brothers, sollte Gregg auch das Gros der Stücke für die Gruppe komponieren.
1965 gründeten die Allman-Brüder die Band Allman Joys; 1967 folgte The Hour Glass. Diese Band nahm während eines Kalifornien-Aufenthaltes auch zwei später auf Doppel-LP veröffentlichte Alben auf.
Von Herbst 1969 bis Frühling 1970 spielte Duane, der inzwischen nach Florida gegangen war, zwischen Sessions als Studiomusiker für die FAME Studios in Muscle Shoals, Alabama (u. a. für Aretha Franklin, Wilson Pickett und King Curtis) mit dem Schlagzeuger Butch Trucks, der Band des Gitarristen Dickey Betts und dem Schlagzeuger Jai Johanny „Jaimoe“ Johanson. Nach einer Jam-Session im Green House in Jacksonville (Florida) und dem Hinzukommen von Duanes Bruder Gregg aus Kalifornien war die Allman Brothers Band komplett. Neben Duane [lead-g, slide-g, voc] und Gregg Allman [lead-voc, org, p] bestand die Band aus Dickey Betts [lead-g, slide-g, voc], Berry Oakley [el-b, voc] sowie den beiden Schlagzeugern Jai Johanny Johanson [dr, congas, perc] und Butch Trucks [dr, tympani]. Auch war es Duane, der Don Felder, dem späteren Gitarristen der Eagles, die Slide-Gitarre näher brachte.
Duane Allman nahm zusammen mit der Ur-Besetzung der Allman Brothers Band insgesamt vier Alben – davon zwei Doppelalben – auf. Neben den Alben der Allman Brothers Band wirkte er auch als Gastsolist auf dem 1970 produzierten Layla-Album von Eric Clapton/Derek and the Dominos mit.
Duane Allman, der mit Drogen experimentierte und häufig riskante Motorradjagden unternahm, verunglückte am 29. Oktober 1971 bei einem Motorradunfall in Macon tödlich, als er einem plötzlich ausscherenden Lastwagen ausweichen wollte. Postum wurde das zu seinen Lebzeiten begonnene Doppelalbum Eat a Peach vom Rest der Band fertiggestellt und veröffentlicht.
Ein Jahr nach Duanes Tod verunglückte der Bassist der Gruppe, Berry Oakley, ebenfalls mit dem Motorrad an fast derselben Stelle wie Duane tödlich. Die Allman Brothers Band bestand – unterbrochen von mehr oder weniger langen Pausen – bis 2014.

## Musikalisches Werk
Als Gitarrist, vor allem mit der Slide-Gitarre, verband er blueslastige Rockmusik mit Elementen des Jazz sowie der Gospel- und Countrymusik.
Die Gitarren, die Duane Allman spielte, waren zu Zeiten der Allman Brothers Band entweder eine 1957er Gibson Les Paul Goldtop, eine 59er Gibson Les Paul Darkburst oder eine 68er Gibson SG Standard. Für die Aufnahme des allerersten Allman-Brothers-Albums The Allman Brothers Band verwendete er eine Gibson ES-345. Als Verstärker benutzte er hauptsächlich einen 50-Watt Marshall Bass Head, als Slide ein Coricidinfläschchen.

## Diskografie
Die Zahlen geben das Jahr der ersten Veröffentlichung an.

### Zusammenarbeit
- mit Hour Glass
  - Hour Glass – 1967
  - Power of Love – 1968
- mit Wilson Pickett
  - Hey Jude – 1969[10]
- mit The Allman Brothers Band
  - The Allman Brothers Band – 1969
  - Idlewild South – 1970
  - At Fillmore East – 1971
  - Eat a Peach – 1972
- mit Derek and the Dominos
  - Layla and Other Assorted Love Songs – 1970
- mit Aretha Franklin
  - This Girl’s in Love with You – 1970
  - Spirit in the Dark – 1970
- mit Herbie Mann
  - Push Push – 1971[11]
- mit Greg Allman
  - Duane & Greg Allman – 1972
- mit The Allman Joys
  - Early Allman – Featuring Duane and Gregg Allman – 1973

### Solo-Alben / Kompilationen
- Dialogs – 1972
- An Anthology – 1972
- An Anthology – Volume II – 1974
- The Best of Duane Allman – 1979
- Skydog – The Duane Allman Retrospective 7 CD – 2013 bei Rounder Records/Universal

## Interviews
- Zwei Interviews mit Duane Allman sind auf der offiziellen Website der Allman Brothers Band zu finden:
  - von Ed Shane 1970 für den Sender WPLO-FM in Atlanta produziert: The Duane Allman Hour
  - ein Interview vom 9. Dezember 1970, ausgestrahlt von WABC-FM in New York.